# Siné
Siné, pseudónimo de Maurice Sinet (París, 31 de diciembre de 1928-París, 5 de mayo de 2016), fue un humorista gráfico de prensa y caricaturista político francés, cuyas obras se caracterizaban por su anticolonialismo, anticlericalismo, anticapitalismo y anarquismo. También fue regente del Colegio de Patafísica de París.

## Biografía
Ganó el Premio del Humor Negro en 1954 y el premio Honoré Baumier en 1984, y publicó sus primeros dibujos satíricos altamente subversivos en la prensa francesa de los años cincuenta. Su primer libro, Complaintes sans paroles (Lamentos sin palabras), editado por J.J. Pauvert, supone un golpe a la moral burguesa.
Dibujando en el periódico L'Exprés se posicionó contra la guerra de Argelia hasta 1962, año en que deja el periódico y funda su propia revista, "Siné Massacré". En mayo del 68 crea otra revista mítica, "L'Enragé". Sus dibujos de marcado carácter anticolonial causaron controversia durante la guerra de Argelia. Demandado en varias ocasiones, Jacques Vergès, abogado que más tarde trabajaría para el Frente de Liberación Nacional de Argelia, se ocupó de su defensa.
En 1982, tras un ataque a un lugar judío de París, Siné concedió una polémica entrevista en la radio donde afirmó: sí, soy antisemita y no tengo miedo de admitirlo... Quiero que todos los judíos que viven tengan miedo, a menos que sean pro-palestinos. Más tarde se disculpó.
En 1992, con un grupo de dibujantes y periodistas de la revista La Grosse Bertha, fundó Charlie Hebdo. En 2008 fue despedido de Charlie Hebdo por un conflicto con el director Val. El conflicto fue que Siné publicó un artículo en la revista donde exponía que el hijo del expresidente francés Nicolás Sarkozy, Jean Sarkozy, se iba a convertir al judaísmo para poder casarse con Jessica Sebaoun-Darty, heredera y judía de la empresa de electrodomésticos Darty. Siné recibió amenazas de muerte desde un sitio dirigido por la Liga de Defensa Judía, una organización judía de extrema derecha considerada extremista por el FBI. Tras el incidente, Siné recibió 40 000€ de indemnización tras ir a juicio por despido improcedente y fundó su propia revista, Siné Hebdo. Falleció el 5 de mayo de 2016, a los 87 años de edad.